# James B. Pollack
James Barney Pollack (9 de julio de 1938 - 13 de junio de 1994) fue un astrofísico estadounidense que trabajó para el Centro de Investigación Ames de la NASA. 
Pollack nació el 9 de julio de 1938 y fue criado en Woodmere, Long Island, por una familia judía que se dedicaba al negocio de la confección femenina. Él fue el encargado de dar el discurso de despedida (valedictorian) de su clase en Lawrence High School (New York) y se graduó en la Universidad de Princeton en 1960. Obtuvo una maestría en física nuclear en la Universidad de California, Berkeley en 1962 y su doctorado en Harvard en 1965, donde era estudiante de Carl Sagan. Era abiertamente gay. Dorion Sagan contaba cómo su padre salió en defensa del amante de Pollack para que le dieran tratamiento en el departamento de emergencias del servicio de salud de la universidad.
Pollack se especializó en ciencia atmosférica, especialmente las atmósferas de Marte y Venus. Investigó la posibilidad de terraformación de Marte, la extinción de los dinosaurios y la posibilidad de un invierno nuclear desde la década de 1980 con Christopher McKay y Sagan. El trabajo de Pollack et al. (1996) sobre la formación de planetas gigantes ("paradigma de acreción del núcleo") es visto hoy como modelo estándar.

## Investigación
Exploró el clima en Marte utilizando datos de la nave espacial Mariner 9 y la misión Viking. En base a estos datos generó simulaciones informáticas innovadoras de vientos, tormentas y el clima general de ese planeta. En la charla conmemorativa "James B. Pollack:  A Pioneer in Stardust to Planetesimals Research” (Un pionero en la investigación del polvo estelar en los planetesimales) realizada en un simposio en la Sociedad Astronómica del Pacífico en 1996, se ofrece una visión general de la vida científica de Pollack. 

## Premios y honores
Recibió el Premio Gerard P. Kuiper en 1989 por logros sobresalientes en el campo de la ciencia planetaria. Pollack murió en 1994 de una forma rara de cáncer de columna, a los 55 años. 
Un cráter en Marte lleva su nombre. 
|  |  |  |